# Kathi Hörl
Kathi Hörl (* 28. März 1936 in Saalfelden; † 19. September 2017 ebenda) war eine österreichische Skirennläuferin. Sie erreichte in den 1950er-Jahren mehrere Siege und Podestplätze in internationalen Rennen, wurde 1958 österreichische Meisterin im Slalom und belegte im selben Jahr bei den Weltmeisterschaften in Bad Gastein den 25. Platz im Riesenslalom.

## Biografie
Hörl begann als 14-Jährige im Skiklub ihres Heimatortes Saalfelden mit dem Skirennsport. Sie wurde 1952 Österreichische Jugendmeisterin in Abfahrt, Slalom und Kombination und kam im selben Jahr zu ersten internationalen Einsätzen. Einen ersten Top-10-Platz bei einem bedeutenden internationalen Wettkampf erreichte sie im März 1953 als Neunte in der Abfahrt der Arlberg-Kandahar-Rennen in St. Anton am Arlberg, die Aufnahme in die Nationalmannschaft des Österreichischen Skiverbandes folgte. Größere Erfolge blieben zunächst aber aus und nachdem Hörl im Training der Arlberg-Kandahar-Rennen 1954 einen Beinbruch erlitten hatte, musste sie im Rest des Winters sowie im Großteil der folgenden Saison 1954/55 pausieren, womit sie auch nicht an den Weltmeisterschaften 1954 in Åre teilnehmen konnte.
Im Winter 1955/56 gelangen der damals 19-Jährigen dann eine Reihe an Siegen und Podestplätzen, wenn auch nicht bei den international am stärksten besetzten Rennen. Sie gewann Riesenslalom und Slalom in Alpe d’Huez sowie eine Abfahrt in Zakopane und erreichte jeweils den zweiten Platz in den Riesenslaloms von Saalfelden und Bad Hofgastein sowie im Slalom von Chamonix, wo sie zudem – wie auch in Zakopane – Dritte der Kombination wurde. Damit gelang der Salzburgerin die Aufnahme in das Team für die Olympischen Winterspiele 1956 in Cortina d’Ampezzo, wo sie allerdings nur Ersatzläuferin war und zu keinem Renneinsatz kam.
Weitere Siege und Podestplätze folgten im Winter 1956/57: Hörl gewann bei der »Mont-Lachaux-Trophäe«in Crans-Montana den Slalom und mit Rang zwei im Riesenslalom und in der Abfahrt auch die Kombination, wurde außerdem Zweite in der Abfahrt von Villard-de-Lans, in drei Wettkämpfen am Ätna (Abfahrt, Slalom und Kombination) sowie im Slalom am Puerto de Navacerrada. Schon im Januar war sie bei einem der damals wichtigsten Damenskirennen, den SDS-Rennen in Grindelwald, Elfte im Riesenslalom, Vierte in der Abfahrt und (inkl. Rang 20 im Slalom) Siebte in der Kombination geworden.
In der Saison 1957/58 blieben Podestplatzierungen in internationalen Rennen allerdings gänzlich aus, lediglich im Slalom von Abetone fuhr sie unter die schnellsten fünf. Dennoch gelang ihr – dank des Slalomtitels und Rang 3 in der Kombination bei den österreichischen Meisterschaften – die ÖSV-interne Qualifikation für die Weltmeisterschaften 1958 in Bad Gastein. Sie kam dort nach einem „Aufstellungspoker“ der ÖSV-Trainer am 8. Februar im Riesenslalom zum Einsatz, den sie mit einem Sturz an 25. Stelle beendete, wobei sie mit Start-Nr. 31 ins Rennen ging und statt der erkrankten Lotte Blattl fuhr. Drei Wochen nach der WM wurde sie bei den Österreichischen Meisterschaften 1958 in Bad Hofgastein österreichische Meisterin am 1. März im Slalom und Dritte in der Kombination.
Wie schon im letzten Winter gelangen Hörl auch in den nächsten beiden Jahren keine Podestplätze mehr und nur noch selten Platzierungen unter den besten fünf, etwa 1959 mit Rang vier im Riesenslalom und Platz fünf im Slalom von Innsbruck. Damit war auch die Teilnahme an den Olympischen Winterspielen 1960 außer Reichweite und Hörl beendete im Sommer 1960 ihre Karriere.
Kathi Hörl starb 2017 im Alter von 81 Jahren.

## Erfolge

### Weltmeisterschaften
- Bad Gastein 1958: 25. Riesenslalom

### Siege in FIS-Rennen
- Riesenslalom und Slalom in L’Alpe d’Huez 1956
- Abfahrt in Zakopane 1956
- Slalom und Kombination in Crans-Montana 1957

### Österreichische Meisterschaften
- Österreichische Meisterin im Slalom 1958